# Programa Clic
Clic 3.0 es una aplicación para el desarrollo de actividades educativas multimedia en el entorno Windows, diseñada a principios de la década de los noventa por Francesc Busquet Burguera, profesor en el CEIP Pompeu Fabra de Barcelona y asesor técnico docente en el Departamento de Educación de la Generalidad de Cataluña, coordinando el área de software libre y desarrollo de aplicaciones.
Es un entorno abierto con el que las aplicaciones no son  adaptadas a las necesidades y posibilidades de alumnos de los diferentes niveles del sistema educativo. El programa permite el diseño así como la ejecución de las aplicaciones, pero no es un lenguaje de programación. Puede ser utilizado en cualquier área como lengua, matemática, ciencias, música, etc. y dado que presenta una interfaz de usuario muy sencilla, su uso puede ser adaptado a cualquier nivel educativo, desde la educación infantil hasta el nivel secundario.
Una buena parte de los contenidos procedimentales del currículo educativo consisten en relacionar, identificar, distinguir, memorizar, observar, ordenar, clasificar, completar, explorar, etc. El programa Clic 3.0 ofrece la posibilidad de plantear este tipo de actividades mediante el diseño de aplicaciones didácticas en las que se puede incluir textos, gráficos, sonidos, archivos de música, animaciones y vídeos, en un medio interactivo capaz de ajustarse al proceso de aprendizaje de cada alumno.
Permite crear diferentes tipos de actividades como rompecabezas, asociaciones, sopas de letras, palabras cruzadas, actividades de identificación, de exploración, de respuesta escrita, actividades de texto y otros. Es posible encadenar actividades en grupos denominados paquetes para que puedan realizarse en forma secuencial. El programa puede registrar los resultados de las actividades en una base de datos.
Clic 3.0 funciona en entornos Windows versión 3.1 o superior, y está disponible en siete idiomas: catalán, español, vasco, gallego, francés, inglés y alemán. JClic es una versión más actual del programa, totalmente compatible con los materiales creados con Clic 3.0.

## Zona Clic
- Zona Clic[3]  es un servicio del Departamento de Educación de la Generalidad de Cataluña creado con el objetivo de dar difusión y apoyo al uso de estos recursos, y ofrecer un espacio de cooperación abierto a la participación de todos los educadores que quieran compartir los materiales didácticos creados con el programa. Todas las versiones de Clic 3.0 funcionan en el entorno Windows 3.1 o superior (95, 98, Me, 2000, XP, Vista y 7). JClic es una versión más actual del programa que está desarrollada en la plataforma Java y funciona en sistemas Windows, Linux, Mac OS X y Solaris.

## Biblioteca de actividades
Está formada por centenares de paquetes de actividades en varios idiomas creados gracias a muchas horas de trabajo desinteresado de educadores de diversos países. Los primeros proyectos fueron creados con el antecesor Clic 3.0 y la mayor parte han sido convertidos al posterior formato de JClic. En la web se conservan las dos versiones: la original y la nueva. 
Los paquetes de actividades se pueden buscar siguiendo diferentes criterios de búsqueda y sus combinaciones como área, idioma, nivel, título, autor/a y descripción.  Los resultados a su vez se ordenan inicialmente por su fecha de publicación.
El programa Clic 3.0 pretende ser una herramienta que facilite la creación de materiales multimedia para el aula y la libre difusión e intercambio de las aplicaciones. Ese espíritu cooperativo se refleja también en el uso de la licencia Creative Commons, que acompaña a todas las actividades de la zona Clic. Dicha licencia significa, como se puede leer en el boletín de noticias n.° 8 de la zona Clic, que se permite el uso y distribución de los materiales pero se deberá reconocer la autoría de las actividades; que está permitido hacer adaptaciones y traducciones de las mismas; que no se permite su comercialización y que cualquier obra derivada, adaptación o traducción, solamente podrá ser distribuida con una licencia de uso idéntica a la de la obra original.

## JClic
Es un conjunto de aplicaciones de software libre con licencia GNU GPL que sirven para realizar diversos tipos de actividades educativas multimedia: rompecabezas, asociaciones, ejercicios de texto, crucigramas, sopas de letras, etc. Jclic es un proyecto de código abierto que está desarrollado en la plataforma Java y funciona en sistemas Windows, Linux, Mac OS X y Solaris. El antecesor de JClic es el programa Clic cuya última versión fue el Clic 3.0.
Al igual que en el Clic 3.0 las actividades se presentan agrupadas en proyectos denominados paquetes de actividades. Un paquete de actividades está formado por un conjunto de actividades ordenadas en una determinada secuencia. 
En la página de actividades de la zona Clic se ofrecen dos maneras de acceder a los proyectos JClic: visualizar las actividades en un applet o instalar las actividades en la computadora. Un applet es un objeto incrustado en una página web. Los proyectos que se ven de esta manera no quedan almacenados en el disco duro sino que JClic los descarga, los utiliza y finalmente los borra.

## Clic 3.0
Esta es la última versión del programa original que fue creado para Windows 3.1 y está disponible en siete idiomas diferentes. Su desarrollo se inició en 1992 y desde entonces ha servido para crear miles de actividades dirigidas a diversas áreas y niveles educativos. 
La mejor manera de comenzar a conocer Clic es examinar las actividades de ejemplo que se instalan con el programa. Para esto hay que activar el icono Demo de Clic y luego se sigue a los menús que ofrecen un recorrido por los ejemplos de los diferentes tipos de actividades en Clic 3.0. 

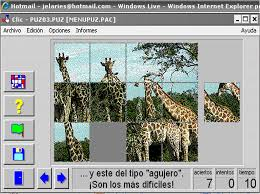
Ejemplo de rompecabezas en Clic 3.0

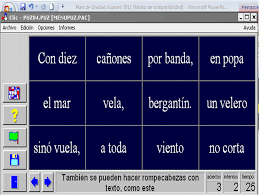
Ejemplo de rompecabezas con texto

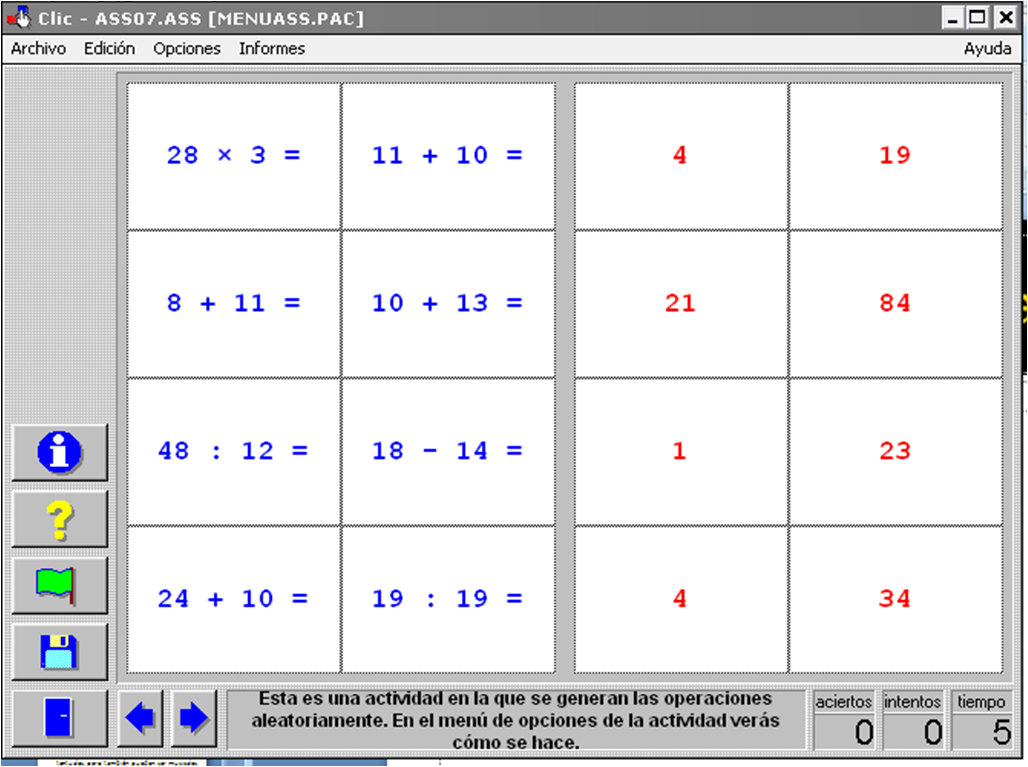
Ejemplo de actividad de asociación en Clic 3.0

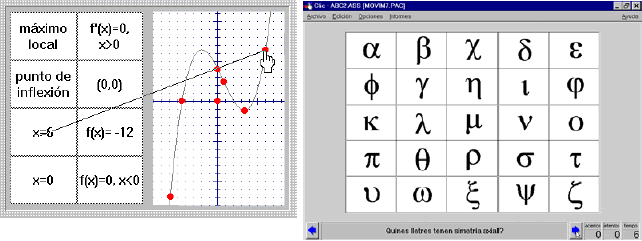
Ejemplo de actividad en Clic 3.0 para niveles más altos en el sistema educativo

### Tipos de actividades
- Rompecabezas
- Asociaciones
- Sopas de letras
- Crucigramas
- Actividades de texto

A su vez, cada uno de estos tipos de actividades permite variantes o modalidades con lo que el abanico de posibilidades se amplía considerablemente.
| Tipo               | Modalidad              | Descripción |
| ------------------ | ---------------------- | --- |
| Rompecabezas       | Doble                  | Las piezas tienen que arrastrarse desde la ventana izquierda a la derecha en la cual se resuelve el rompecabezas. |
| Rompecabezas       | Intercambio            | La solución al rompecabezas se da acomodando las piezas en una sola ventana. |
| Rompecabezas       | Agujero                | El rompecabezas se soluciona en una ventana donde falta una pieza. Haciendo clic sobre alguna pieza lindante la misma se desplaza hacia el agujero. |
| Rompecabezas       | Memoria                | Es una actividad de tipo memotest. En la ventana hay dos copias de cada una de las piezas con su imagen oculta. En cada jugada se dan vuelta dos piezas y si estas son coincidentes entonces esa jugada queda resuelta. |
| Asociación         | Normal                 | Se trabaja en dos ventanas que tienen la misma cantidad de elementos los cuales tienen una correspondencia de uno a uno. La actividad consiste en unir o relacionar las casillas que se corresponden entre sí. |
| Asociación         | Compleja               | Esta actividad de asociación es similar al anterior pero con la posibilidad de tener diferente número de casillas en ambas ventanas y de que existan elementos en una que no se correspondan con ninguno en la otra. |
| Asociación         | Identificación         | En una ventana única hay que seleccionar elementos según una consigna. |
| Asociación         | Exploración            | Es una actividad que no se resuelve. Seleccionando los elementos activos se presenta información asociada. |
| Asociación         | Información            | Presenta información de distinto tipo, no consiste en una actividad que tenga que resolverse. Se usa también para diseñar carátulas de los paquetes de actividades. |
| Asociación         | Respuesta escrita      | La actividad se resuelve escribiendo la respuesta correcta en cada casilla mediante el teclado. |
| Sopa de letras     | Normal                 | La actividad consiste en encontrar las palabras escondidas en una parrilla de letras. Las casillas neutras de la parrilla, es decir aquellas que no pertenecen a ninguna palabra, se rellenan con caracteres seleccionados al azar en cada jugada.                                                                                                |
| Sopa de letras     | Con contenido asociado | Lo mismo que en el caso anterior pero ofreciendo la posibilidad de ir desvelando un elemento de un conjunto de información que puede consistir en texto, sonidos o imágenes. Este elemento aparece y se muestra cada vez que se encuentra una nueva palabra que está vinculada con el mismo.                                                      |
| Crucigrama         | Modalidad única        | Hay que ir rellenando el panel de palabras a partir de sus definiciones. Las definiciones pueden ser textuales, gráficas o sonoras. El programa muestra automáticamente las definiciones de las dos palabras que se cruzan en la posición donde se encuentre el cursor en cada momento.                                                           |
| Actividad de texto | Rellenar agujeros      | En un texto se seleccionan determinadas palabras, letras y frases que se esconden o se camuflan. La resolución de cada uno de los elementos escondidos se puede plantear de maneras diferentes: escribiendo en un espacio vacío, corrigiendo una expresión que contiene errores o seleccionando en una lista entre distintas respuestas posibles. |
| Actividad de texto | Completar texto        | En un texto se hacen desaparecer determinados elementos (letras, palabras, signos de puntuación o frases) y el usuario debe completarlo. |
| Actividad de texto | Identificar letras     | El usuario debe señalar con un clic del ratón las letras, cifras, símbolos o signos de puntuación que cumplan una determinada condición. |
| Actividad de texto | Identificar palabras   | Lo mismo que en el caso anterior pero en el caso de este tipo de actividad de texto cada clic sirve para señalar una palabra entera. |
| Actividad de texto | Ordenar palabras       | En el momento de diseñar la actividad se seleccionan en el texto algunas palabras que se mezclarán entre sí. El usuario tiene que volver a ponerlas en orden. |
| Actividad de texto | Ordenar párrafos       | Los párrafos marcados al diseñar la actividad se mezclarán entre sí y el usuario tiene que volver a ponerlos en orden. |

## Comunidad
Un espacio para el diálogo, la comunicación, el intercambio y la cooperación entre desarrolladores, autores de materiales, educadores y otras personas e instituciones interesadas en el proyecto. También contiene una relación de enlaces a otras webs relacionadas con Clic como Argenclic.

## Documentos
Documentos sobre Clic y JClic como artículos, manuales técnicos, guías de usuario, tutoriales y cursos de creación de actividades. 

## Soporte
Aquí se encuentran recopiladas las preguntas más frecuentes sobre el proyecto Clic y sus programas. También se puede encontrar ayuda para configurar la computadora de manera que todo funcione correctamente. 

## Herramientas
En este apartado hay una recopilación de herramientas libres y shareware que pueden resultar útiles para crear editar o distribuir actividades Clic.

## Búsqueda
Diversos recursos para facilitar la navegación y la localización de información en la zona Clic.

## Cambio de idioma
La zona Clic está disponible en idioma catalán, idioma español e idioma inglés.